# Eugeneodontida
Eugeneodontida (também conhecidos como eugeneodontídeos) é uma ordem extinta de estranhos peixes cartilaginosos semelhantes a tubarões, que viveram do Devoniano até o fim do Triássico. Sua marca característica são os grandes dentes na mandíbula que, quando nasciam os dentes substitutos, formavam uma grande espiral de dentes. Enquanto fossem usados, os dentes eram organizados e em grande quantidade, como nas arraias atuais, e usados para quebrar presas que possuíssem conchas.

## Taxonomia

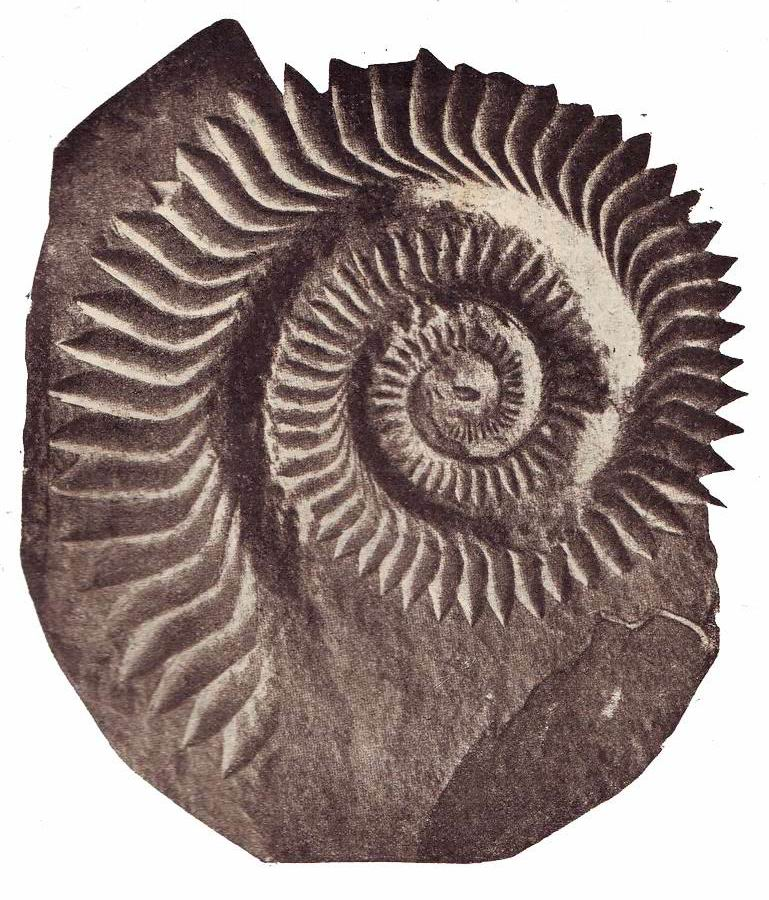
Espiral dentária de um Helicoprion bessonovi.

Os eugeneodontídeos são divididos em dois grupos sistemáticos: Caseodontidea e Edestoidea.
Os caseodontídes possuíam corpo fusiforme, semelhante a tubarões, com as nadadeiras dorsais logo a frente e uma placa cartilaginosa grande e triangular logo após. A nadadeira caudal era aparentemente simétrica e suportada por fortes cartilagens. Não possúia pelve ou nadadeiras ventrais. Incluem, entre outros, o bem conhecido gênero Fadenia, assim como os gêneros Caseodus e Ornithoprion.
Os edestoídeos provavelmente tinham um esqueleto pouco calcificado, de modo que era pouco adequado para fossilização. Deles, exceto por seus dentes e partes de seu crânio que os suportavam, pouco é conhecido. Incluem, entre outros, os gêmeros Edestus, Sarcoprion e Helicoprion.
A posição taxonômica de Eugeneodontida é ainda insegura. Nelson posiciona-os provisoriamente abaixo da subclasse Holocephali, abaixo da qual também estão os ainda vivos Chimaeriformes, com os quais têm em comum algumas características na anatomia craniana. Outros cientistas os vêem fora dos Holocephali e Elasmobranchii.

## Galeria

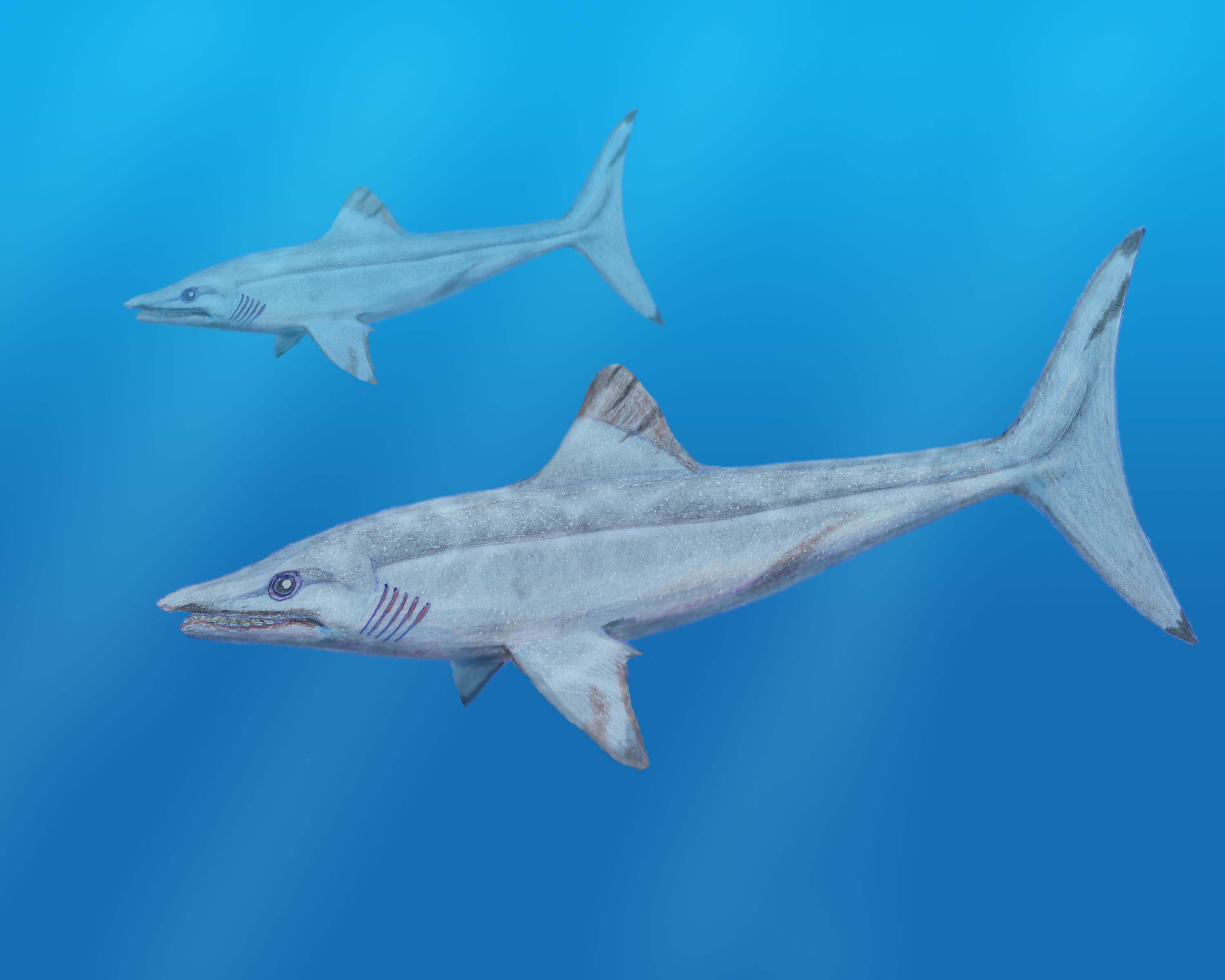
Caseodus, reconstrução hipotética
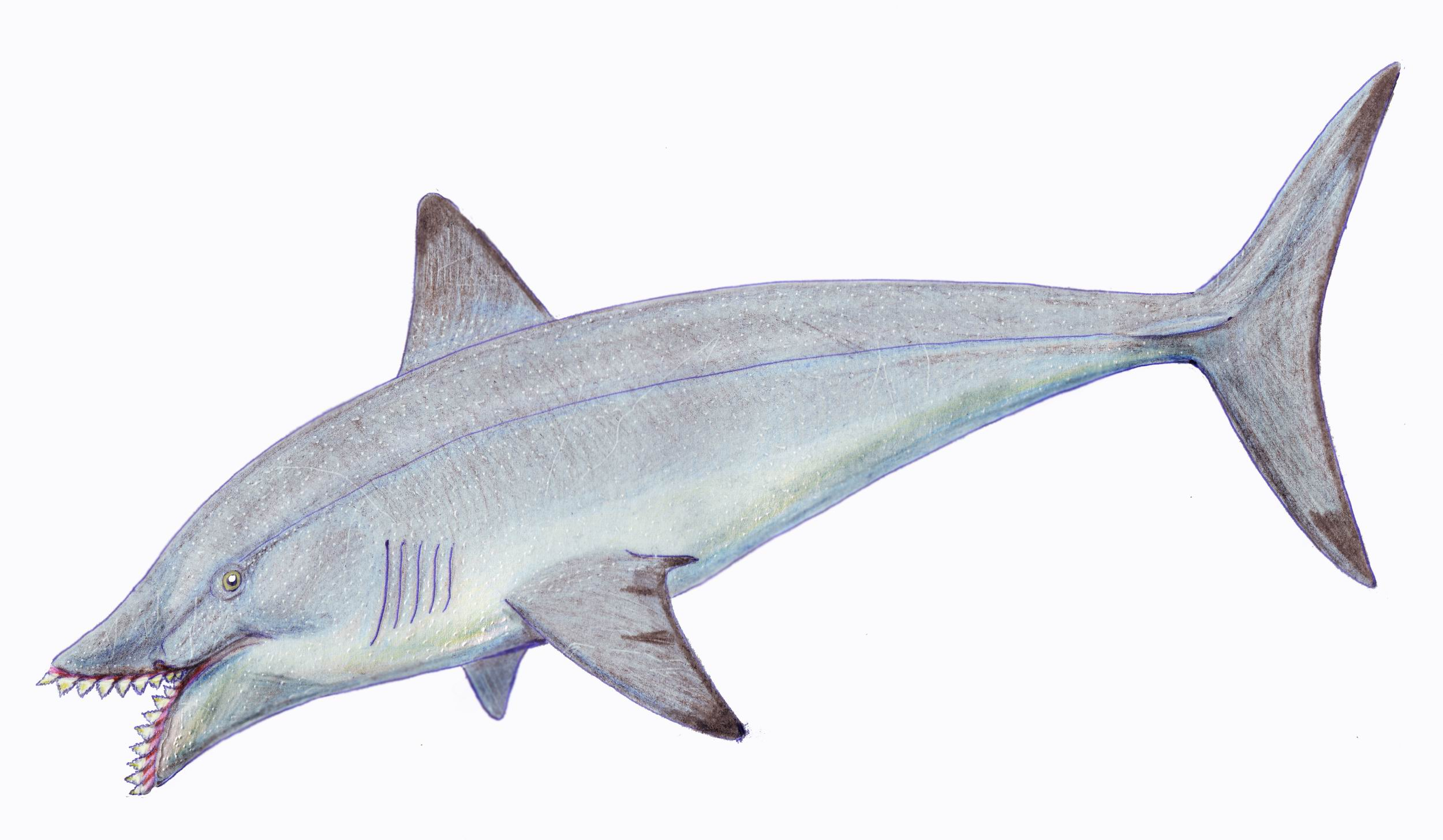
Edestus protopirata,
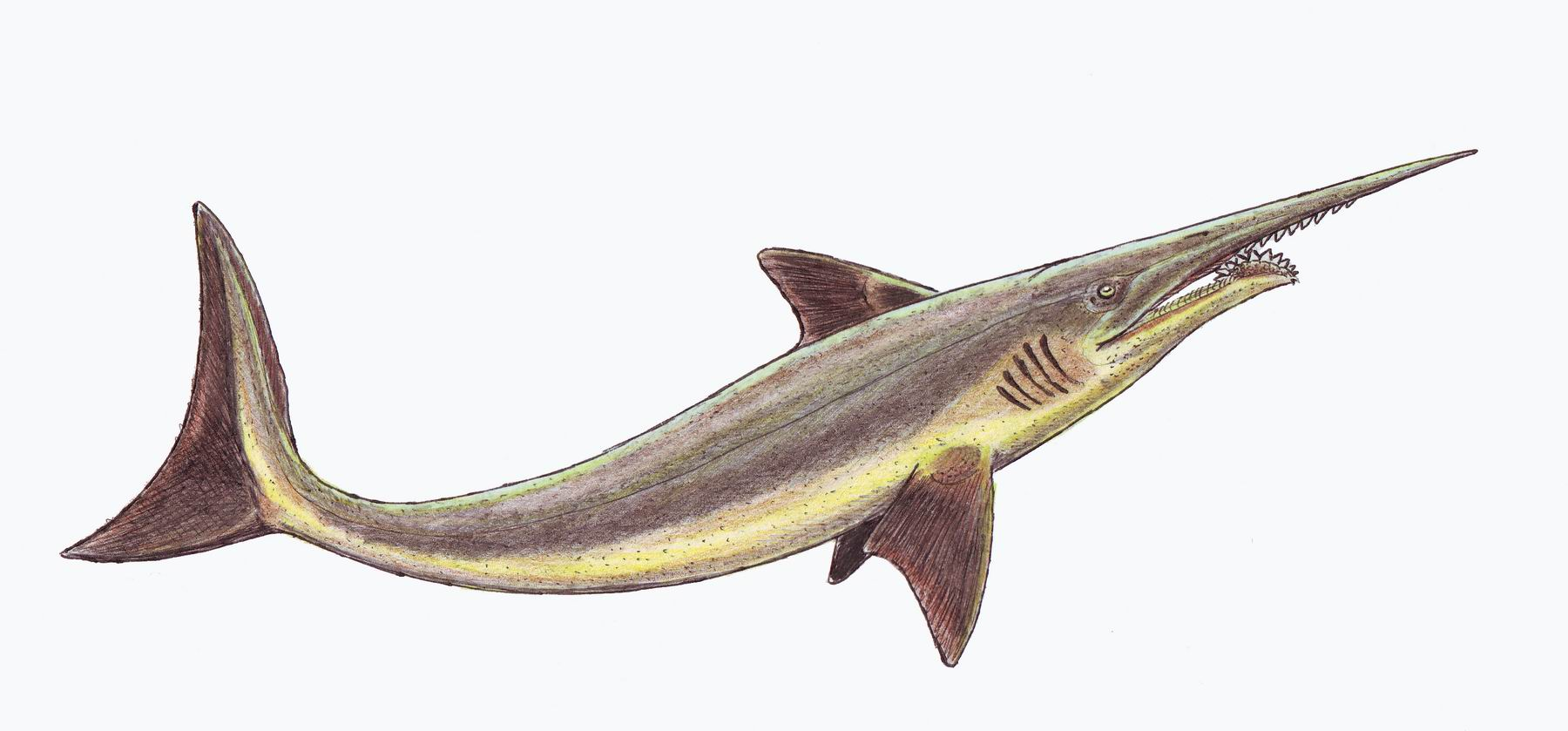
Sarcoprion edax, reconstrução hipotética
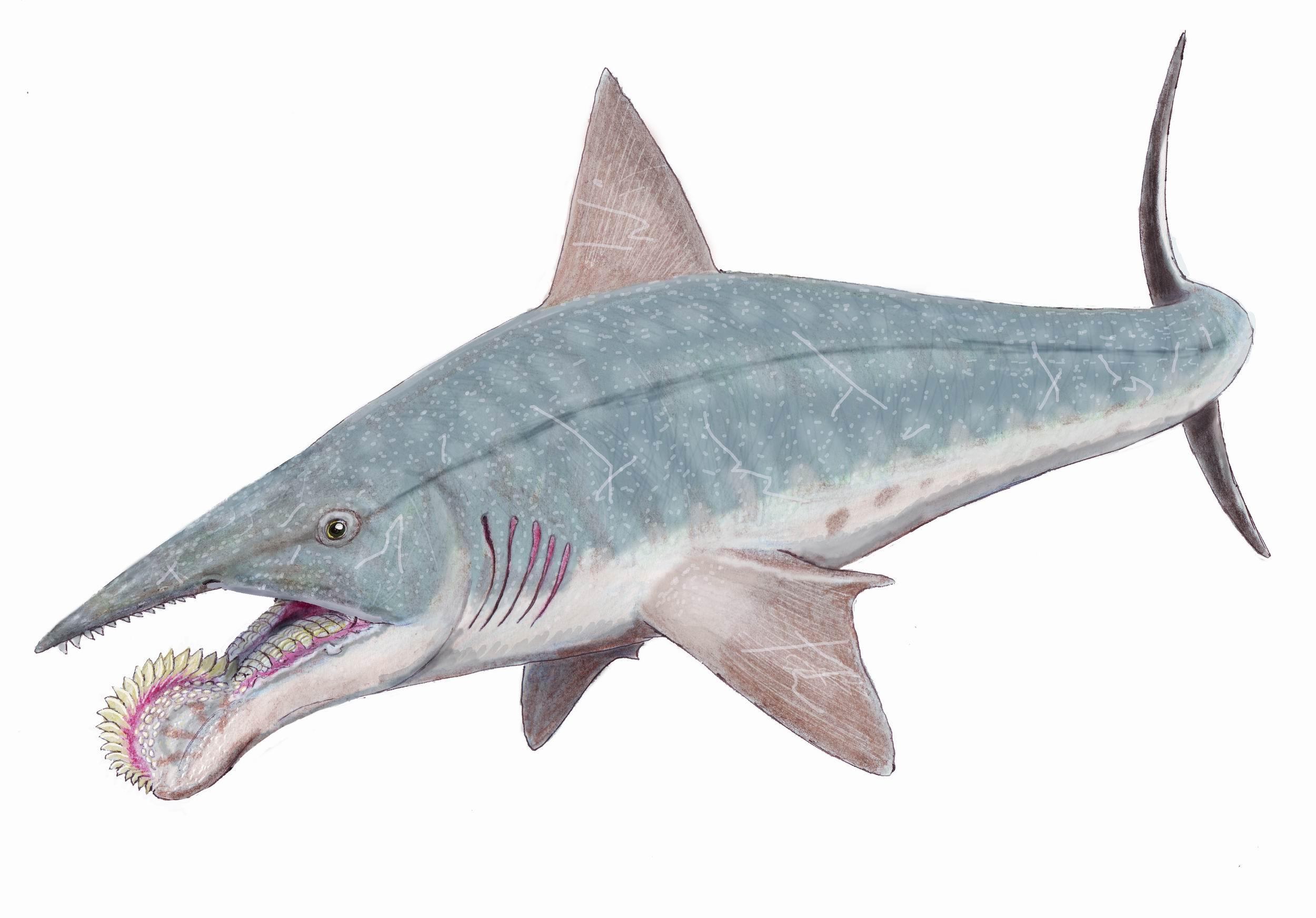
Helicoprion bessonovi, reconstrução hipotética